# Vickleby
Vickleby est une localité de Suède dans la commune de Mörbylånga située dans le comté de Kalmar.
Sa population était de 452 habitants en 2019.